# Peropteryx trinitatis
Peropteryx trinitatis is een vleermuis uit het geslacht Peropteryx die voorkomt in Venezuela en Frans-Guyana en op de nabijgelegen eilanden Trinidad en Tobago, Aruba, Grenada en Isla Margarita. Deze soort lijkt sterk op Peropteryx macrotis en wordt daar vaak toe gerekend. De afgrenzing met P. macrotis is op veel plaatsen nog onduidelijk. In Frans-Guyana en Venezuela komen ze naar verluidt beiden voor. In Frans-Guyana kunnen ze worden onderscheiden door grootte (P. trinitatis is kleiner), vorm van de schedel (P. trinitatis heeft een kortere, rondere schedel) en vorm van het oor (smaller bij P. trinitatis). In Frans-Guyana bedraagt de voorarmlengte 39,5 tot 40,4 mm, op Tobago 46,0 tot 47,2 mm en op Trinidad 41,0 tot 43,0 mm. De populatie op Grenada vertegenwoordigt een aparte ondersoort, P. t. phaea G.M. Allen, 1911. Daar bedraagt de voorarmlengte 39,6 tot 43,2 mm en de schedellengte 13,2 tot 14,1 mm.